# 1895 en Belgique
Chronologie de la Belgique
- 1891
- 1892
- 1893
- 1894
- 1895
- 1896
- 1897
- 1898
- 1899

Cette page recense des événements qui se sont produits durant l'année 1895 du calendrier grégorienen en Belgique.

## Chronologie

### Janvier
- 24 janvier: fondation de la Compagnie belge maritime du Congo.

### Mars

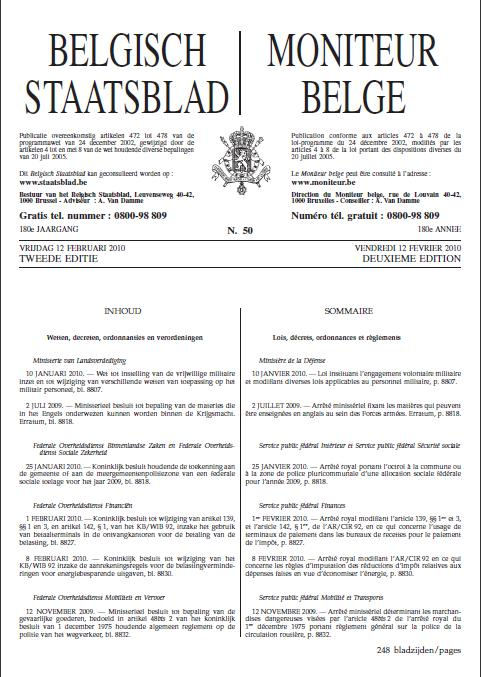
Le 3 mars, le Moniteur belge devient bilingue.

- 3 mars : le Moniteur belge devient bilingue à la suite de l'instauration du néerlandais[1].
- 13 mars : premières élections au suffrage universel masculin tempéré par le vote plural : victoire du Parti catholique, entrée du Parti ouvrier belge au Parlement.

### Mai
- 25 mai : Henri de Merode-Westerloo démissionne comme ministre des Affaires étrangères à la suite de son refus d'abandonner la reprise de l'État indépendant du Congo par l'État belge. Il est remplacé par Jules de Burlet. Ce dernier démissionne comme ministre de l'intérieur et est remplacé par Frans Schollaert. Albert Nyssens est quant à lui nommé ministre de l'industrie et du travail.

### Juin
- 29 juin : loi autorisant une convention de prêt supplémentaire de 6,8 millions de francs à l'État indépendant du Congo (EIC). L'État belge n'a plus de droit de regard sur les activités financières de l'EIC[2].

### Octobre
- 6 octobre : un accident ferroviaire fait 17 morts et une cinquantaine de blessés graves à Céroux-Mousty, dans la province de Brabant, sur la Ligne 140[3].

## Culture

### Architecture
- Fondation du monastère de Boom par des moniales Colettines[4].

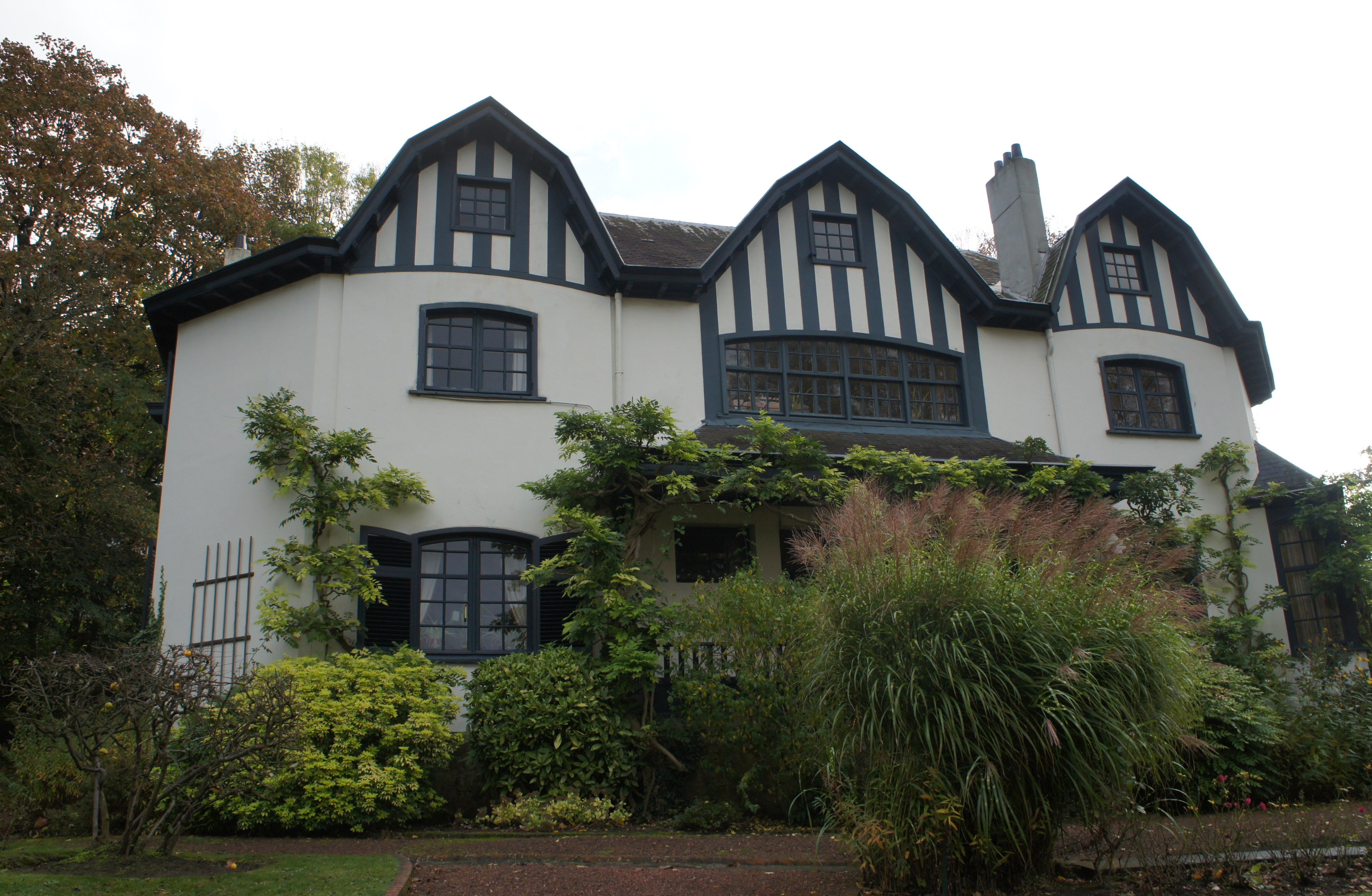
Le Bloemenwerf à Uccle (Art nouveau, Henry Van de Velde)
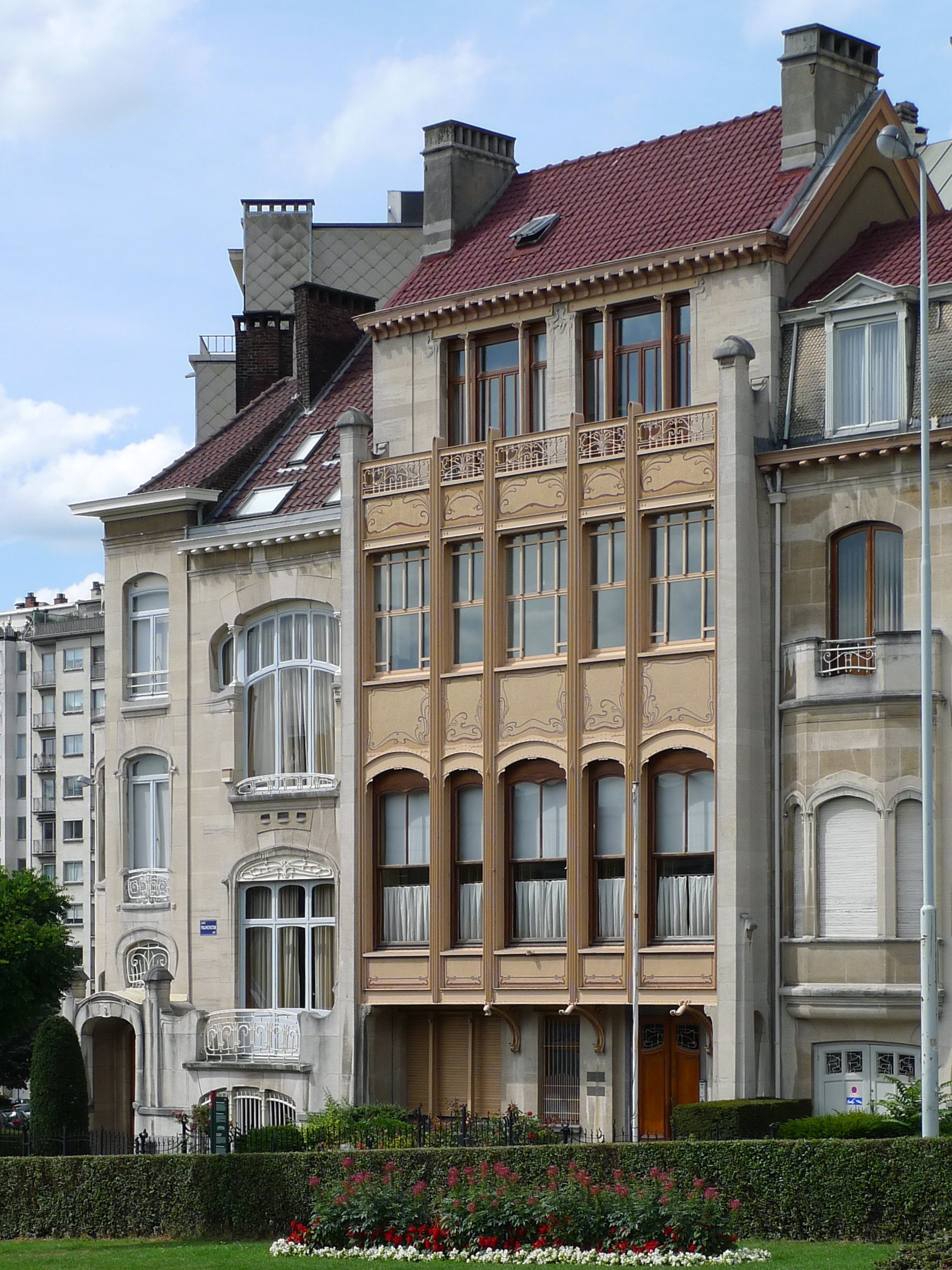
Façade principale de l'Hôtel van Eetvelde (Art nouveau, Victor Horta)
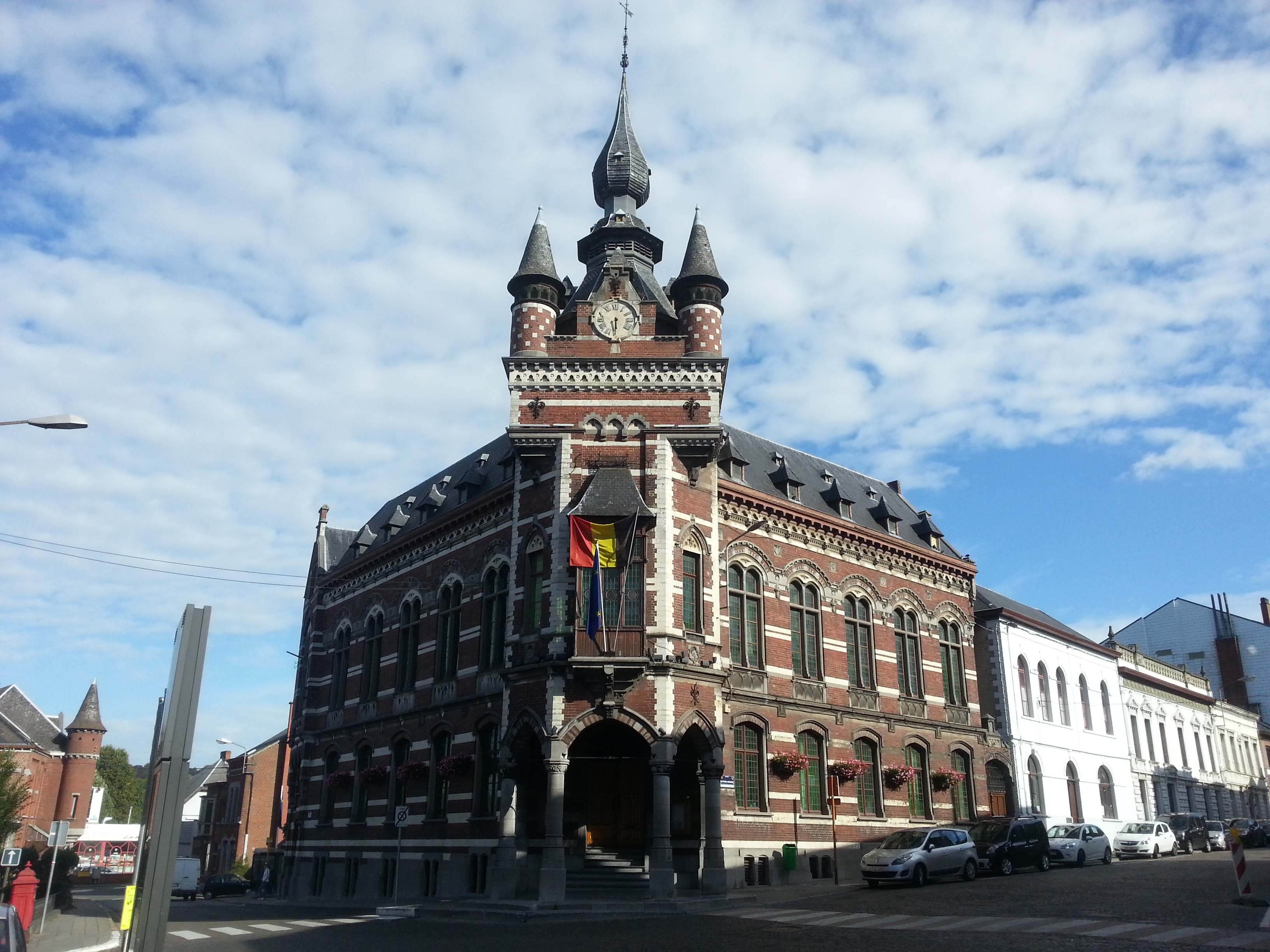
Hôtel communal de Morlanwelz
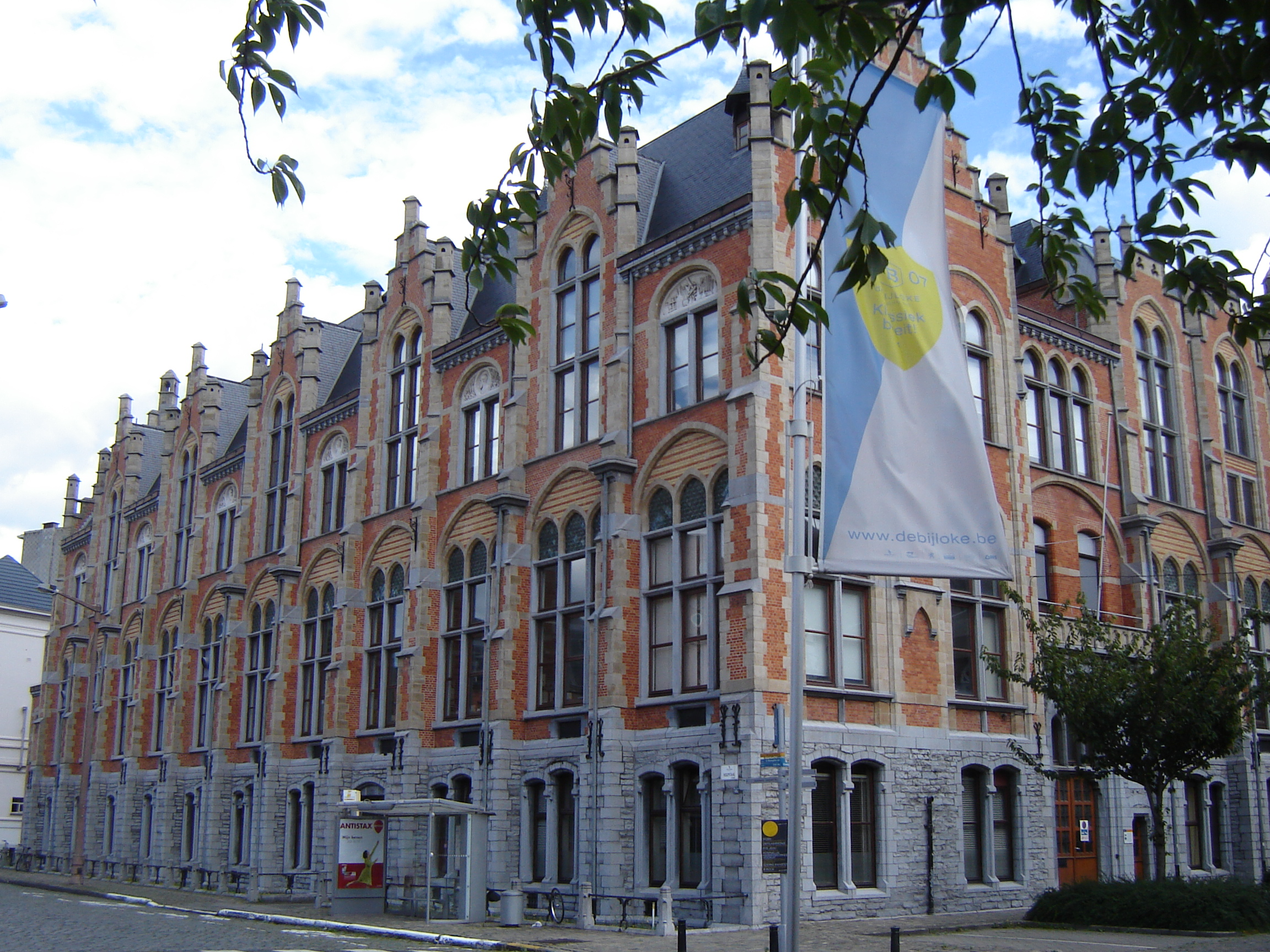
Institut Rommelaere de l'université de Gand (style néogothique, Louis Cloquet)

### Arts
- Salon de Gand.

#### Peinture

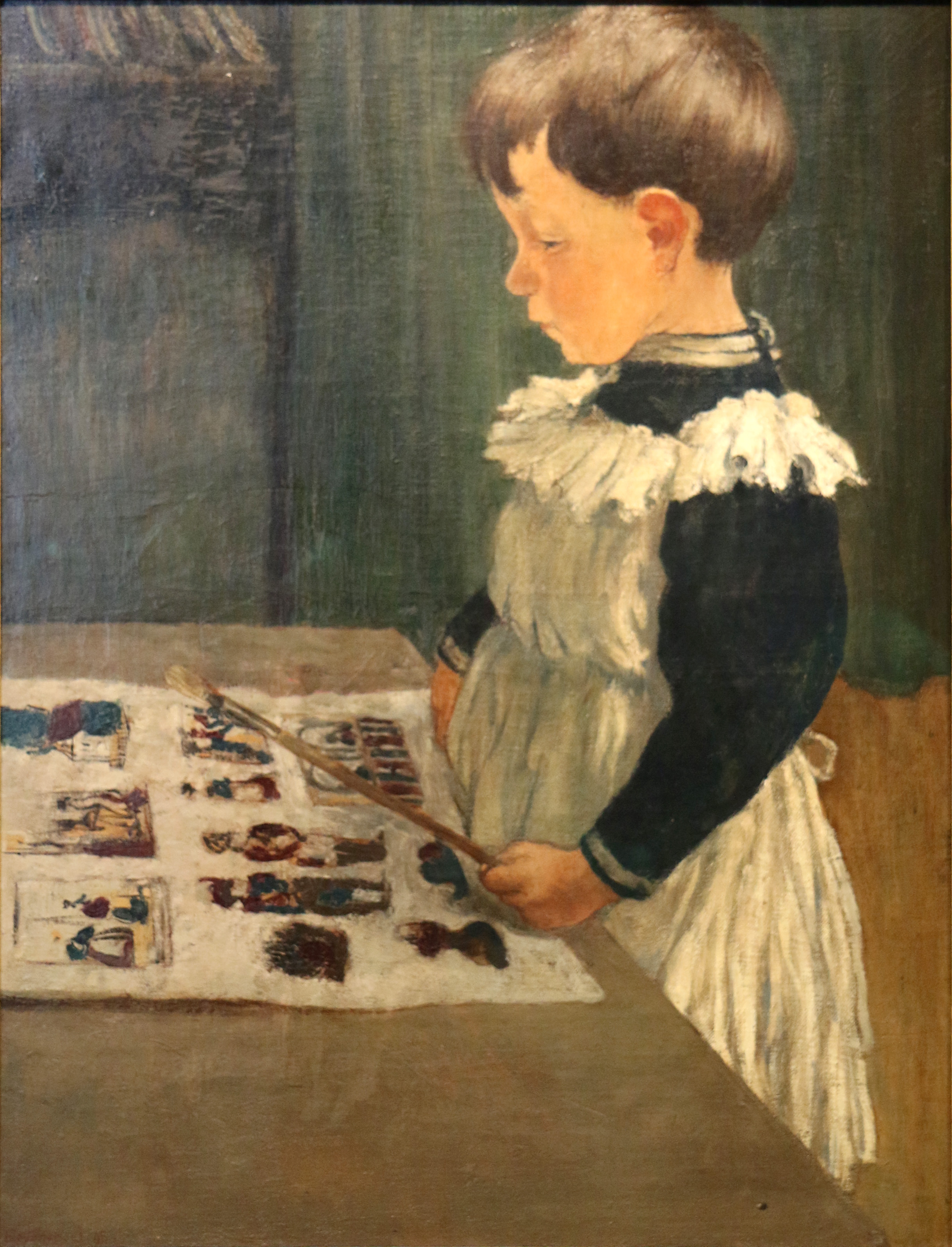
Les Images (Henri Evenepoel)
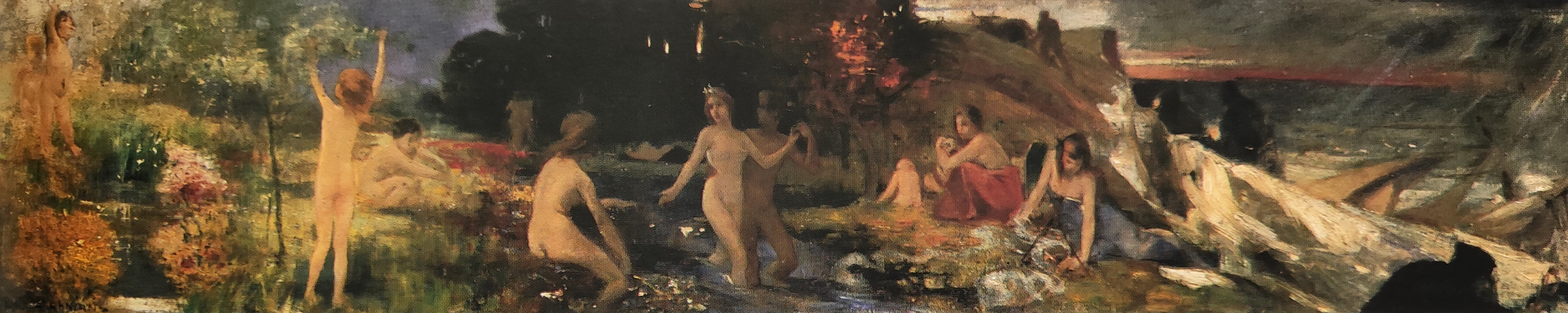
La fuite irréparable du temps (Émile Berchmans)

### Littérature
- L'Âme en exil, recueil de Georges Marlow[5].
- L'Échelle, pièce de théâtre de Gustave Vanzype[6].
- Un Chant dans l'ombre, recueil de Fernand Séverin[7].
- Les Villes tentaculaires, recueil d'Émile Verhaeren[8]

## Sciences
- Chimie organique : réaction de Henry.

## Sports
- Championnats d'Europe d'aviron 1895
- Championnat de Belgique de football 1895-1896.

## Naissances
- 10 mars : Jules Van Hevel, coureur cycliste († 21 juillet 1969).
- 25 juin : Antoine Delfosse, homme politique († 5 juin 1980).
- 7 octobre : Maurice Grevisse, grammairien († 7 juillet 1980).
- 15 novembre : Jean Caudron, joueur de football († 23 janvier 1963).

## Décès
- 30 janvier : Charles Soubre, artiste peintre (° 4 février 1821).
- 8 février: Jean-François Portaels, artiste peintre (° 3 avril 1818).
- 24 mai : Joseph Quinaux, artiste peintre (° 29 mars 1822).
- 14 septembre : Alfred Verwée, artiste peintre (° 23 avril 1838).